# Loch Leathan an Sgorra
Loch Leathan an Sgorra, schottisch-gälisch Loch Leathann an Sgòrra, auch kurz Loch Sgorra, ist ein See auf der schottischen Hebrideninsel Islay.

## Beschreibung
Der Loch Leathan an Sgorra liegt in der unbesiedelten, hügeligen Region im Süden der Insel zwischen den Hügeln Beinn Uraraidh und Beinn Sholum. Die nächstgelegenen Siedlungen sind das etwa fünf Kilometer westlich gelegene Glenegedale und das sechs Kilometer östliche Trudernish. Der kleinere Nachbarsee Loch Dearg an Sgorra befindet sich etwa 300 Meter in östlicher Richtung. Der Loch Leathan an Sgorra weist eine Länge von maximal 580 Metern und eine höchste Breite von 300 Meter auf. Loch Leathan an Sgorra ist nicht an das Straßen- und Wegenetz der Insel angeschlossen.
Der auf einer Höhe von 237 Metern gelegene See besitzt drei Zuflüsse. So wird er aus nördlicher Richtung durch den Abfluss des wenige hundert Meter entfernten Loch Beinn Uraraidh, im Süden durch den Abfluss eines namenlosen Sees und im Südwesten durch einen kurzen Bach gespeist. Das 229 Hektar umfassende Einzugsgebiet des Loch Leathan an Sgorra besteht im Wesentlichen aus Heideland (46 %) und Grasland (23 %), wobei Grundwasser 15 % des Zuflusses ausmacht. Aus seiner mittleren Tiefe von 5,5 Metern und seiner Fläche von zwölf Hektar ergeben sich ein Volumen von rund 0,69 Mio. Kubikmetern und ein Umfang von rund einem Kilometer.
In westlicher Richtung fließt ein Bach namens Uisge Gleann a’ Chromain ab, der über Torra, Duich und Laggan in die Laggan Bay, einer Nebenbucht des Loch Indaal, entwässert. Der See eignet sich zum Freizeitangeln.